# 北岸 (瓦胡岛)
北岸（英文：North Shore）是位于美国夏威夷群岛瓦胡岛北面的一段海岸，位于卡胡库角与和瓦胡岛最西端的卡埃那角之间，属于檀香山县管辖。

## 冲浪

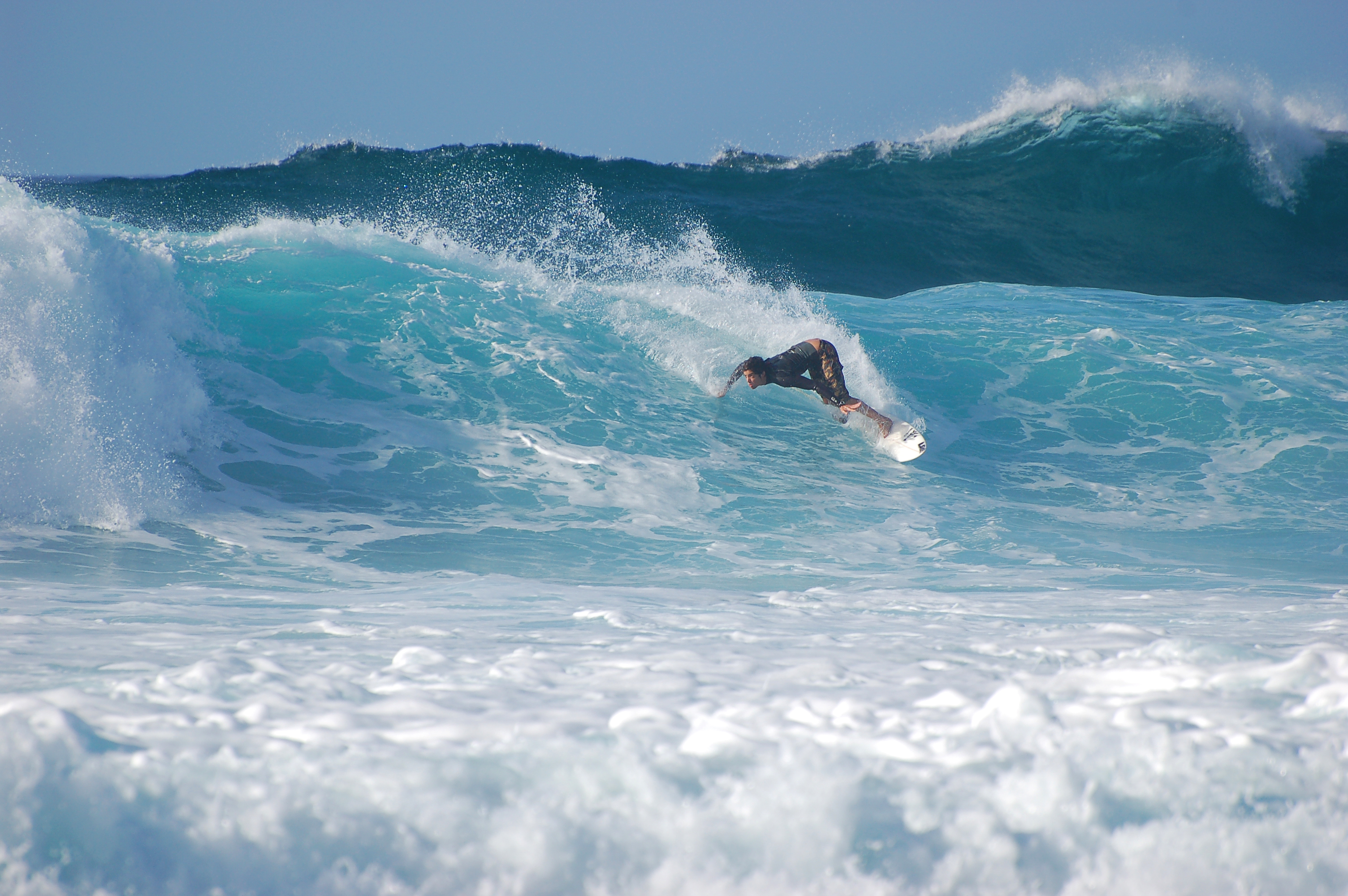
在北岸“万岁管道”举行的冲浪比赛中的参赛选手

北岸以其适宜冲浪而享誉世界，北半球冬季的几个月，北岸的浪头最为壮观，世界各国冲浪爱好者云集于此，并于每年12月参加一系列高水平冲浪赛事。在北岸上，最富有盛誉的冲浪胜地包括“万岁管道”（Banzai Pipeline）、“日落海滩”（Sunset Beach）和“怀梅阿湾”（Waimea Bay）。但是由于冬季浪头太大，出于安全考虑，北岸的一些海滩会有警示牌提示游客这些地方并不适宜游泳。同时，北岸也常年设有针对冲浪初学者的教学班。
另外，北岸的Pupukea Beach Park是座头鲸活动的观测点。

## 基础设施
北岸仅有一座大型酒店“乌龟湾度假村”（Turtle Bay Resort）以及两座高尔夫球场，但是同时也有一些青年旅社和私人旅馆等。北岸配有一些超市，如Foodland等。

## 相关影视作品
福克斯广播公司曾与2004年至2005年之间推出一部以北岸为背景的同名电视剧集。大卫·哈塞尔霍夫主演的NBC著名剧集《护滩使者》也将最后几季的故事背景放在北岸。完全于瓦胡岛拍摄的热播剧集《迷失》亦在此大量取景。此外，还有若干以北岸为背景的电影，如拍摄于1987年的同名电影等。
21°37′11″N 158°05′08″W / 21.6197°N 158.0856°W